# N-2
La carretera de Madrid a Francia por Barcelona (N-2, anteriormente N-II) es una carretera radial que une Madrid con la frontera francesa, en el municipio de La Junquera. Ha sido transformada en su mayor parte en la autovía A-2.

## Descripción
Con comienzo en Madrid, pasa por localidades como Alcalá de Henares, Guadalajara, Zaragoza, Lérida, Martorell , Barcelona y Gerona, hasta llegar al paso fronterizo de El Portús, en el municipio de La Junquera.
Su nomenclatura europea es E-90 desde Madrid a Barcelona y E-15 desde Barcelona hasta Francia.
En la actualidad gran parte del trazado se ha transformado en autovía pasando a denominarse «E-90 A-2». Todavía quedan tramos sin duplicación de calzada con la denominación «N-2», como ruta alternativa a la AP-2 (entre Zaragoza y Fraga) y a la AP-7 (entre Barcelona y La Junquera), que fueron de peaje hasta el 31 de agosto de 2021. Solo quedan 266 km de la antigua carretera nacional.

## Antecedentes
En 1701, Felipe V se desplazó de Madrid a Barcelona para contraer matrimonio con María Luisa de Saboya pasando por Guadalajara, Algora, Daroca, Cariñena, Zaragoza, Pina de Ebro, Lérida, Tàrrega, Igualada y Martorell.
La denominación de «N-II» data de la década de 1940, pues hasta entonces se la conocía como carretera general de Madrid a Francia por La Junquera.

## Tramos traspasados a otras administraciones
- Acceso a Castellnou de Seana (Pk. 492-493). Este tramo ha sido traspasado a la Generalidad de Cataluña, es competencia del Servicio Territorial de Carreteras de Lérida. Ha sido renombrado como N-2A.
- Acceso a Cervera (Pk. 520-522). Este tramo ha sido traspasado a la Generalidad de Cataluña, es competencia del Servicio Territorial de Carreteras de Lérida. Ha sido renombrado como N-2A.
- Tramo Castellolí-Hostalets de Pierola (Pk. 567-578). Este tramo ha sido traspasado a la Generalidad de Cataluña, es competencia del Servicio Territorial de Carreteras de Barcelona. Ha sido renombrado como N-2A.
- Tramo Barcelona-Montgat (Pk. 622-630). Este tramo ha sido traspasado a la Generalidad de Cataluña, es competencia del Servicio Territorial de Carreteras de Barcelona.